# Knjaz' Igor'
Knjaz' Igor' (Князь Игорь, Il principe Igor) è un film del 1969 diretto da Roman Irinarchovič Tichomirov.